# Norell Oson Bard
Norell Oson Bard var en svensk trio av låtskrivare och musikproducenter bestående av Tim Norell, Ola Håkansson och Alexander Bard.
Tim Norell skrev all musik, medan Ola Håkansson och Alexander Bard skrev texterna. Norell, Håkansson och Anders Hansson producerade artisterna tillsammans; Hansson var dessutom ständig ljudtekniker och arrangör.

## Historik
Norell Oson Bard hade sin storhetstid i slutet av 1980-talet och början av 1990-talet då de skapade pop- och discohits åt Sveriges då största artister. Trion låg bakom hits med artister som Lili & Susie, Agnetha Fältskog, Troll, Army of Lovers, Tone Norum, Tommy Nilsson, Pernilla Wahlgren, Jerry Williams med flera. På grund av sin stora betydelse för det svenska popsoundet har Norell Oson Bard kallats för den svenska motsvarigheten till brittiska Stock Aitken Waterman.

### Melodifestivalen
Låtskrivartrion har fått med följande bidrag i Melodifestivalen:
- 1989: ”En dag”, framförd av Tommy Nilsson, 1:a plats (senare 4:a i Eurovision Song Contest)
- 1996: ”Driver dagg faller regn”, framförd av Andreas Lundstedt, 2:a plats
- 1997: ”Jag saknar dig, jag saknar dig”, framförd av Andreas Lundstedt, 7:e plats
- 2011: ”En blick och nånting händer”, framförd av Lasse Stefanz, 5:a i semifinal (utslagen)

## Musik av Norell Oson Bard (urval)
- Agnetha Fältskog och Ola Håkansson – ”Fly Like The Eagle”
- Agnetha Fältskog och Ola Håkansson – ”The Way You Are”
- Andreas Lundstedt – ”Driver dagg faller regn”
- Andreas Lundstedt – ”Hey-Ya Hey-Ya”
- Andreas Lundstedt – ”Jag saknar dig, jag saknar dig”
- Andreas Lundstedt – ”Tears in the Rain” (engelsk version av ”Driver dagg faller regn”)
- Ankie Bagger – ”Bang Bang”
- Ankie Bagger – ”Coming From the Heart”
- Ankie Bagger – ”Every Day Every Hour”
- Ankie Bagger – ”If You're Alone Tonight”
- Ankie Bagger – ”Sandy, Sandy”
- Ankie Bagger – ”The Way I Dream About You”
- Ankie Bagger – ”When I Call Your Name”
- Ankie Bagger – ”Where is Love?”
- Ankie Bagger – ”Where Were You Last Night”
- Army of Lovers – ”Lit de Parade”
- Army of Lovers – ”My Army of Lovers”
- Arvingarna – ”Jeannie”
- Barbados – ”Bye Bye Dreamer”
- Barbados – ”California Nights”
- Barbados – ”If I Do”
- Barbados – ”It Started with a Love Affair”
- Barbados – ”Little Girl”
- Barbados – ”When the Summer is Gone”
- Boppers – ”Gonna Find My Angel”
- Boppers – ”Jeannie's Coming Back”
- Boppers – ”Kissing in the Moonlight”
- Inger Lise Rypdal – ”Innan gryningen är här”
- Jerry Williams – ”Goodbye Rolling Stone”
- Jerry Williams – ”It Started with a Love Affair”
- Jerry Williams – ”Lucy wrote me a letter”
- Jerry Williams – ”When the summer is gone”
- Jerry Williams – ”When Your Heartache is Over”
- Jerry Williams – ”Who's Gonna Follow You Home?”
- Kajsa Mellgren – ”Angel Eye”
- Kayo – ”So Fine”
- Lasse Stefanz – ”En blick och nånting händer”
- Lili & Susie – ”Best Years of Our Lives”
- Lili & Susie – ”Boyfriend”
- Lili & Susie – ”Can't Let You Go”
- Lili & Susie – ”Every Step You Take”
- Lili & Susie – ”Girl With a Broken Heart”
- Lili & Susie – ”Let's Have a Party”
- Lili & Susie – ”Love Makes the World Spin Around”
- Lili & Susie – ”Sending Out a Message”
- Lili & Susie – ”We Were Only Dancing”
- Lili & Susie – ”What's the Colour of Love”
- Pernilla Wahlgren – ”Are You Ready”
- Pernilla Wahlgren – ”Give a Little Love”
- Secret Service – ”Bring Heaven Down”
- Secret Service – ”Destiny of Love”
- Secret Service – ”Different”
- Secret Service – ”The Go-Between”
- Secret Service – ”If I Do”
- Secret Service – ”If You Need Me”
- Secret Service – ”I'm So I'm So I'm So (I'm So in Love With You)”
- Secret Service – ”It's not Over”
- Secret Service – ”Satellites”
- Secret Service – ”The Sound of the Rain”
- Secret Service – ”Where the Wind Blows”
- Shanes – ”Jag kommer hem”
- Shanes – ”Vem får följa dig hem”
- The Sylvesters – ”Happy Happy Years For Us All”
- Tommy Nilsson – ”En dag” / ”One Day”
- Tommy Nilsson och Tone Norum – ”Allt som jag känner”
- Tone Norum och Tommy Nilsson – ”My Summer With You” (engelsk version av ”Allt som jag känner”)
- Troll – ”Jimmy Dean”
- Troll – ”Can't You See What I See?”
- Troll – ”Could it be Magic?”
- Troll – ”Midsummer Night”
- Zemya Hamilton och Tommy Nilsson – ”Time”